# 선짜군
선짜군(베트남어: Quận Sơn Trà / 郡山茶)은 베트남 남중부 지방 다낭의 군이다. 북쪽과 동쪽은 바다에 접하며, 서쪽은 한강, 남쪽은 응우하인선군에 접한다. 선짜 산은 이 지역의 상당 부분을 차지하고 있다. 선짜군에는 띠엔사항이 있으며, 강을 따라 나 있는 박당동 도로가 유명하다.

## 지리
선짜군은 다낭의 지도에서 다소 특별한 위치를 차지한다. 서쪽은 하이쩌우군과 한강에 접하고 있다. 남쪽으로는 응우하인선군과 경계를 접하고 있으며, 동쪽과 북쪽으로는 남중국해에 접한다.

## 행정 구역
7개의 프엉(坊)으로 구성되어 있다.
- 안하이박 (An Hải Bắc / 安海北)
- 안하이동 (An Hải Đông / 安海東)
- 안하이떠이 (An Hải Tây / 安海西)
- 만타이 (Mân Thái / 閩泰)
- 나이히엔동 (Nại Hiên Đông / 耐軒東)
- 프윽미 (Phước Mỹ / 福美)
- 토꽝 (Thọ Quang / 壽光)

## 명소

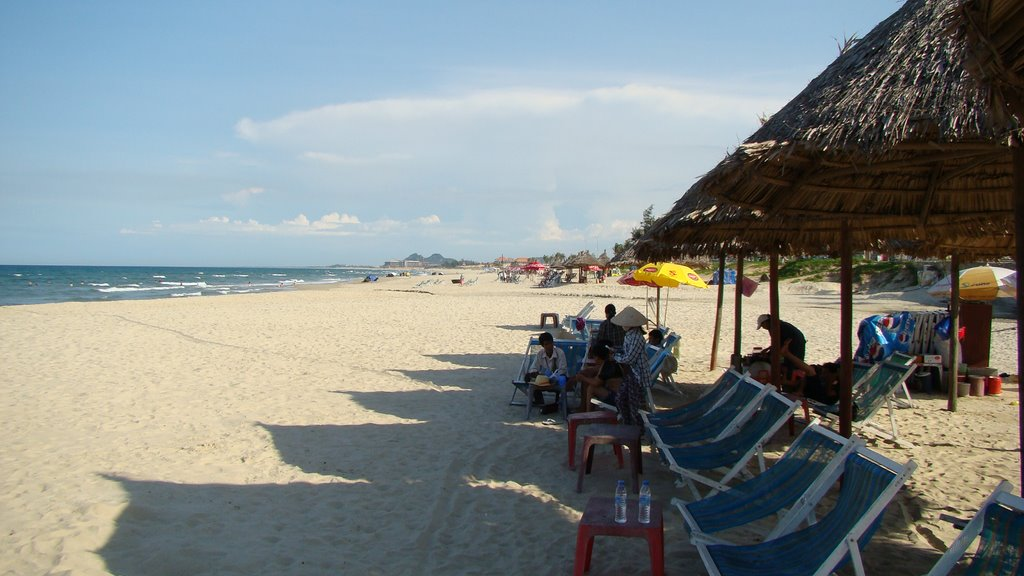
미케 해변

- 선짜산
- 선짜 해변
- 미케 해변
- 마이 재래 시장

## 숙박
- 그랜드 투란 호텔 다낭
- 퓨전스위트 다낭 비치 호텔
- 다낭 베이 호텔

## 교통
- 투언안프억교
- 띠엔사항

## 갤러리

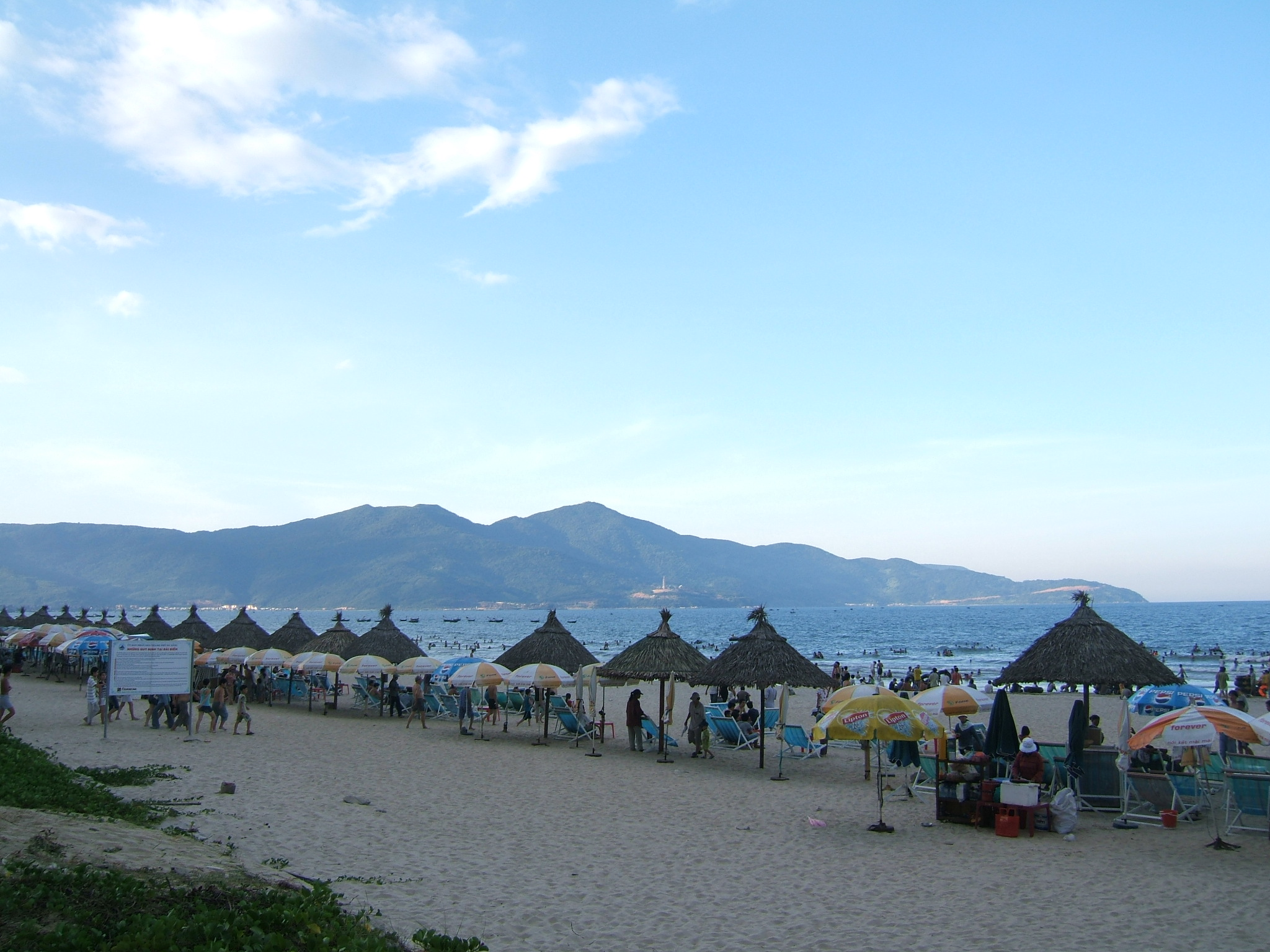
미케 해변
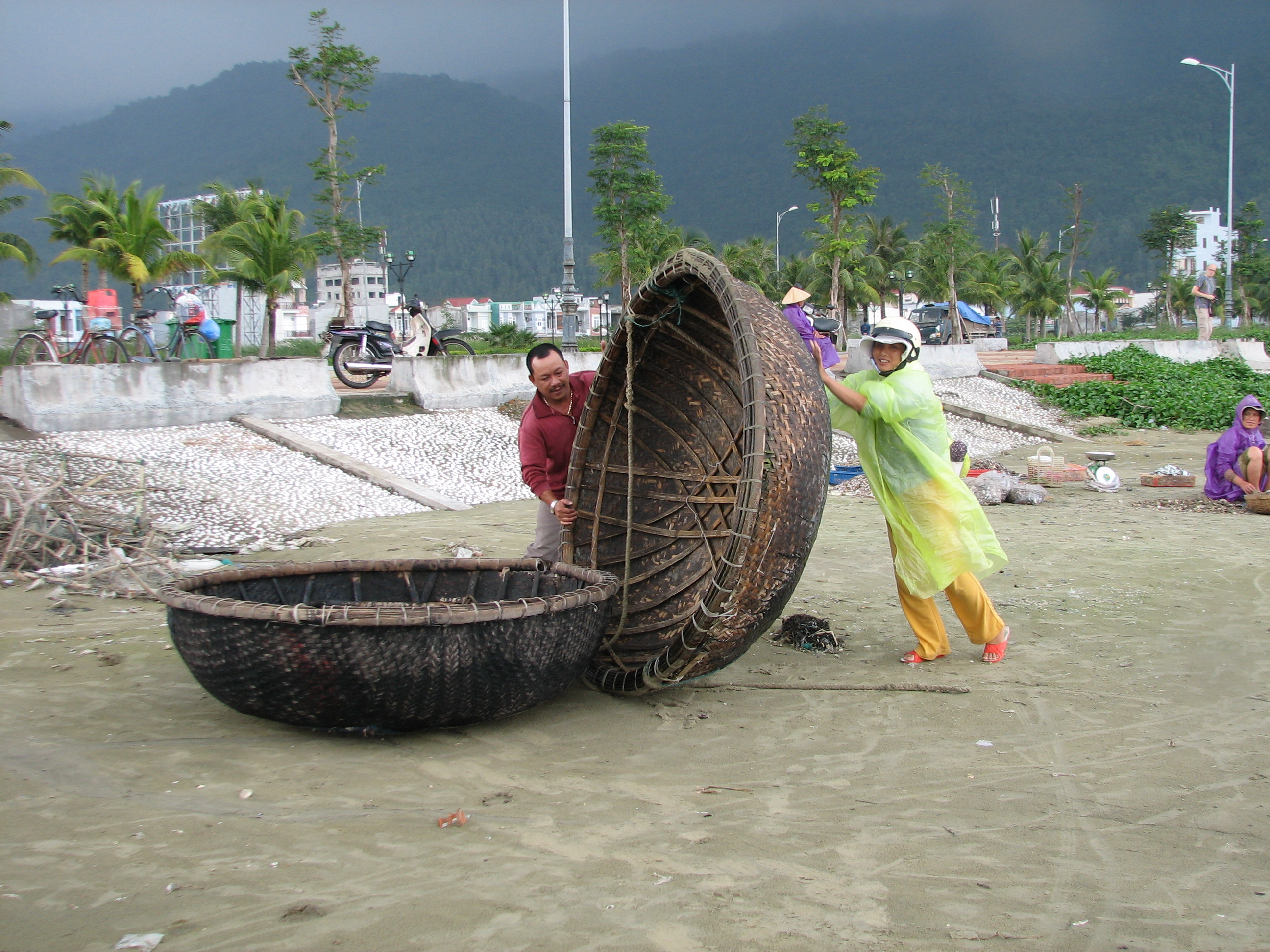
미케 해변의 어부
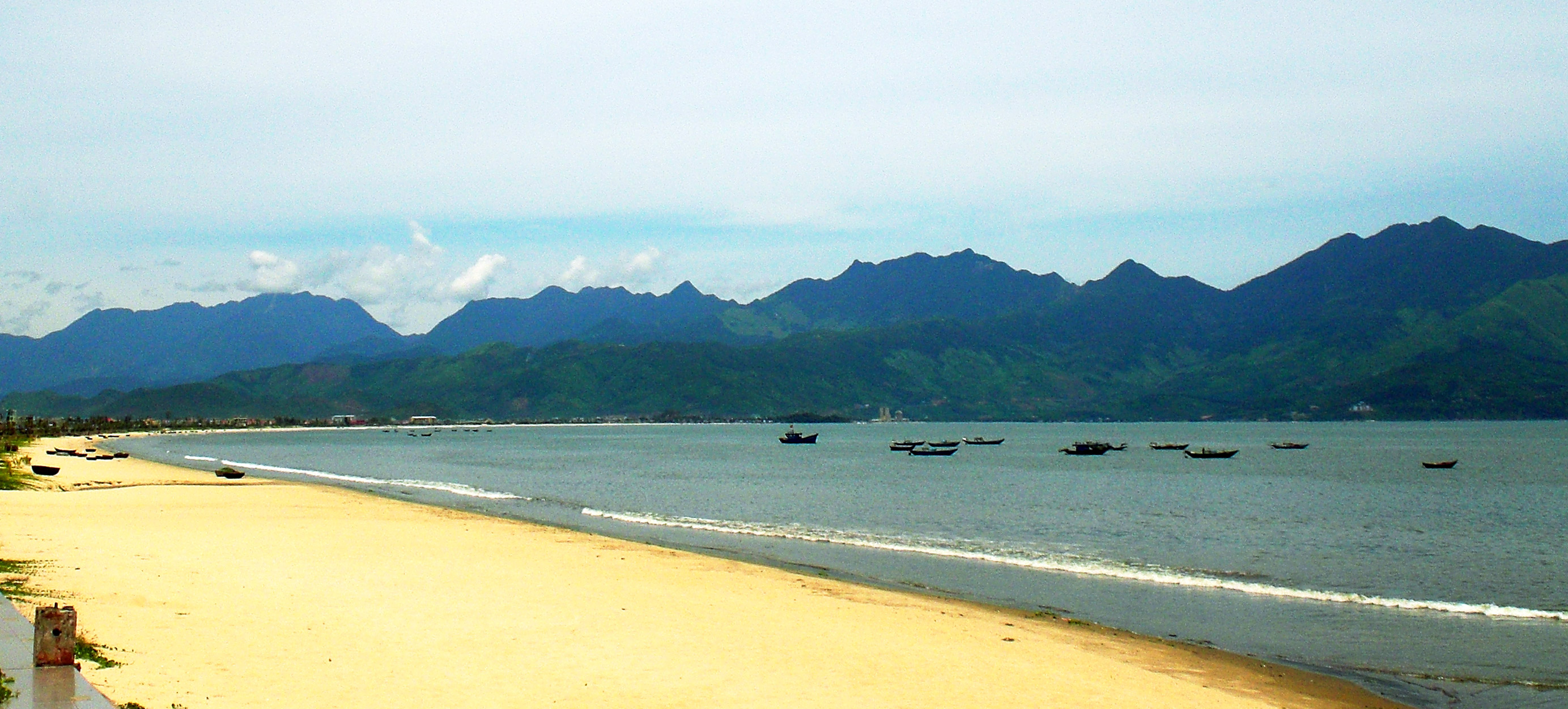
미케 해변2
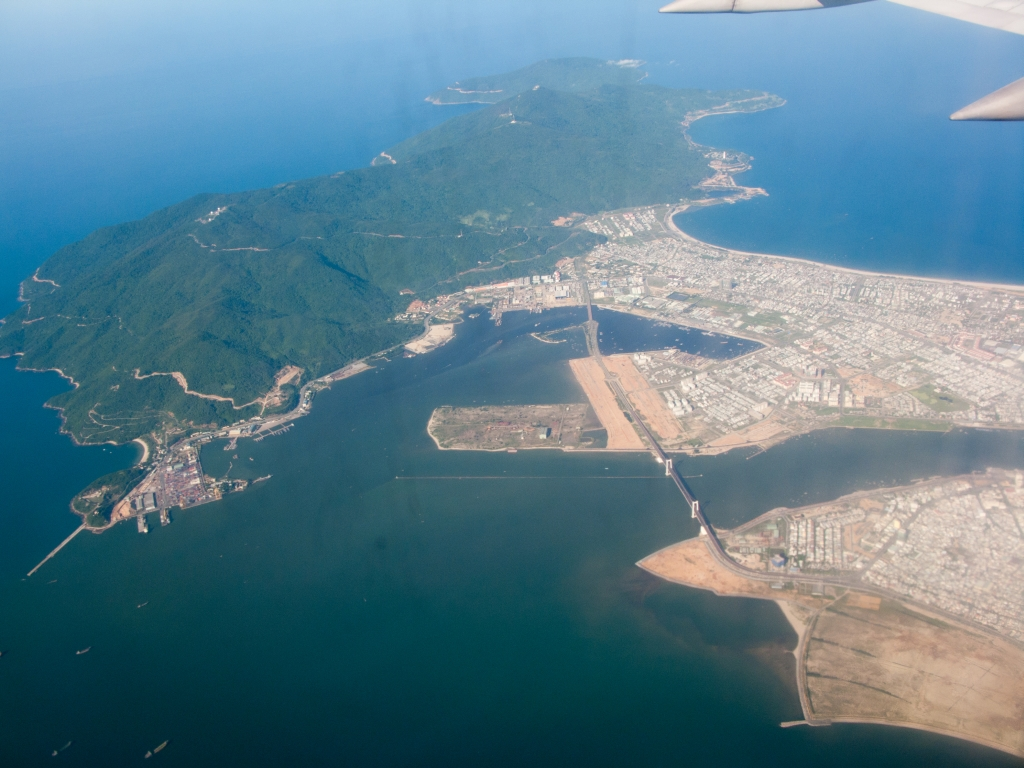
선짜반도
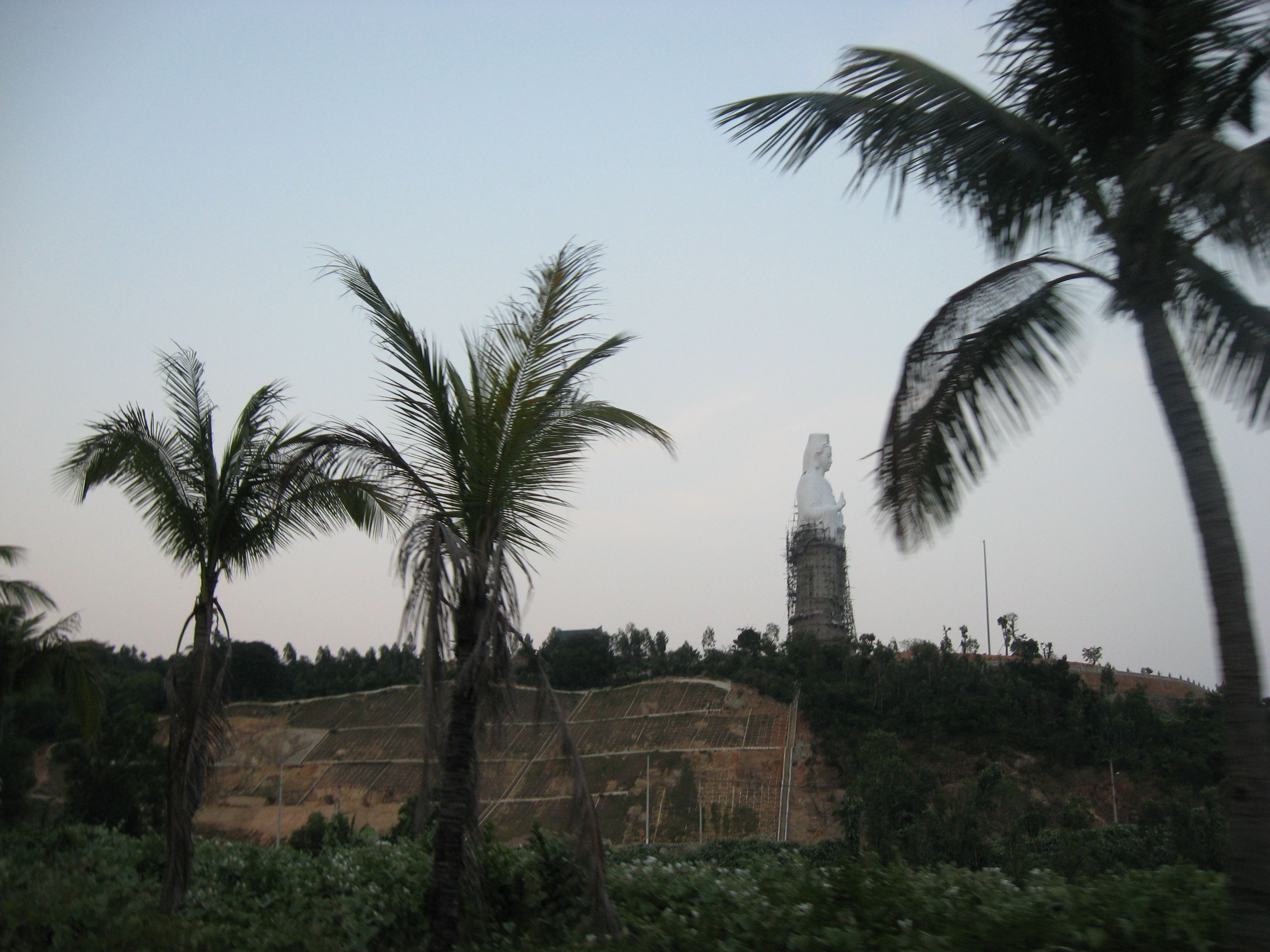
선짜산 위의 관음상